# Марк Цецилій Метелл (претор 69 року до н. е.)
Марк Цецилій Метелл (лат. Marcus Caecilius Metellus, до 109 до н. е. — після 63 до н. е.) — політичний діяч Римської республіки.

## Життєпис
Походив з впливового плебейського роду Цециліїв, його гілки Метеллів. Син Гая Цецилія Метелла Капрарія, консула 113 року до н. е. Про молоді роки немає відомостей. У 69 році до н. е. обраний міським претором. Під час своєї каденції головував у суді по справах про здирництво.
У 63 році до н. е. прийняв у своєму будинку Луція Сергія Катиліну, що бажав добровільно бути взятим під варту, аби зняти з себе підозри. Згодом сам Метел підозрювався в участі у змові Катиліни.